# 8. Infanterie-Division
8. Infanterie-Division var ett tyskt infanteriförband under andra världskriget.  Divisionen omorganiserades den 1 december 1941 till 8. Leichte Infanterie-Division.

## Befälhavare
- Generalleutnant Rudolf Koch-Erpach  	(1 aep 1939 - 25 okt 1940)
- Generalmajor Gustav Höhne  	(25 okt 1940 - 1 dec 1941)

## Organisation
- 28. infanteriregementet
- 38. infanteriregementet
- 84. infanteriregementet
- 8. pansarvärnsbataljonen (mot)
- 8. spaningsbataljonen
- 8. artilleriregement
- 44. Artilleriregementet, en bataljon
- 8. fältreservbataljonen
- 8. signalbataljonen
- 8. pionjärbataljonen
- träng- och tygförband